# San Giovanni Rotondo
San Giovanni Rotondo är en stad och kommun i provinsen Foggia i Apulien i Italien. Kommunen hade 27 172 invånare (2017).
Helgonet Padre Pio levde i San Giovanni Rotondo från 1916 till sin död 1968. 

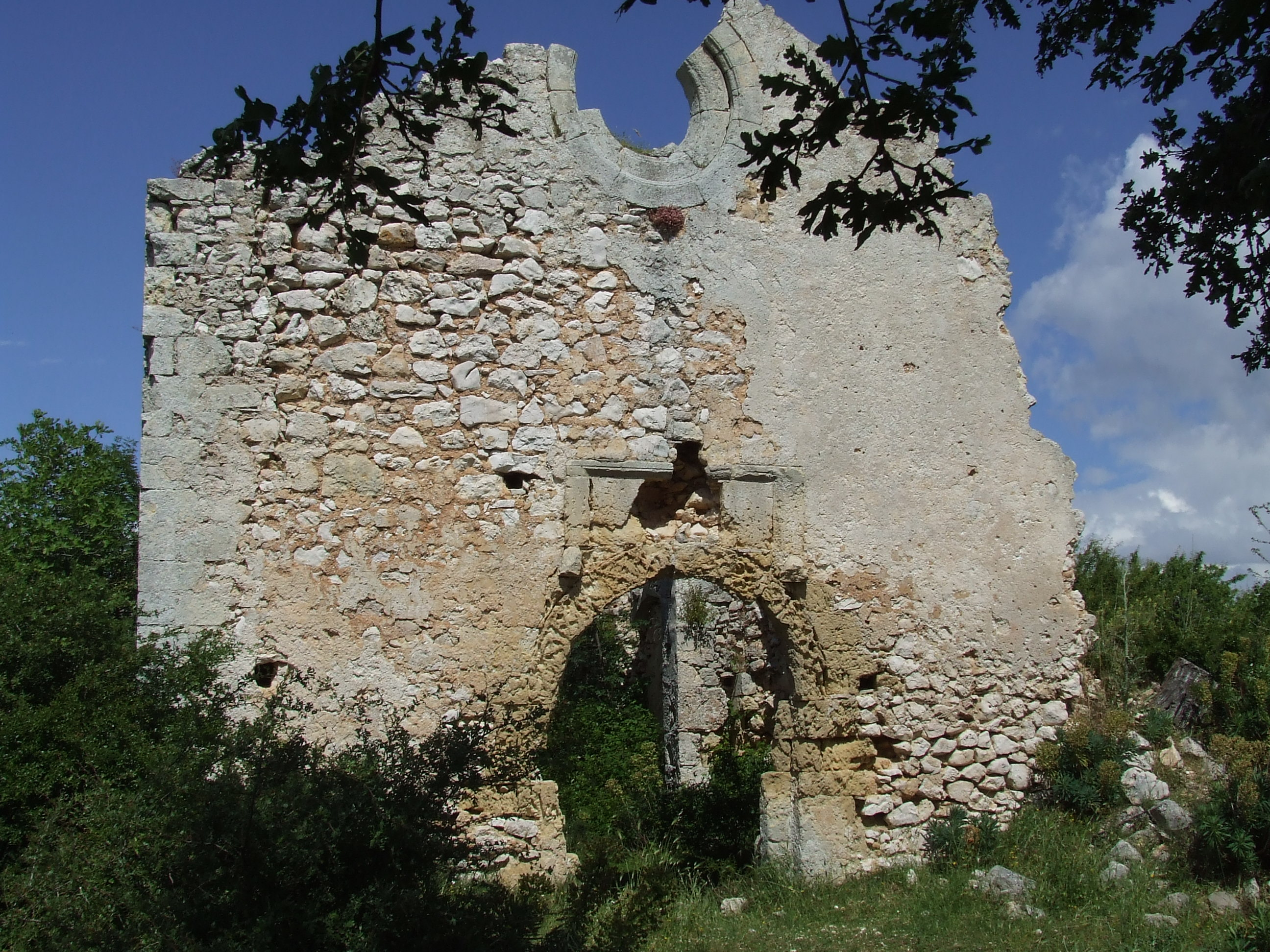
Ruinerna efter kyrkan Sant'Egidio